# Liste der Monuments historiques in Autrécourt-sur-Aire
Die Liste der Monuments historiques in Autrécourt-sur-Aire führt die Monuments historiques in der französischen Gemeinde Autrécourt-sur-Aire auf.

## Liste der Immobilien
| Bezeichnung              | Beschreibung                    | Standort           | Kennzeichnung | Schutzstatus | Datum | Bild |
| ------------------------ | ------------------------------- | ------------------ | ------------- | ------------ | ----- | ---- |
| Taubenturm des Schlosses | vom Anfang des 18. Jahrhunderts | 3 Grand-Rue (Lage) | PA00106696    | Inscrit      | 1991  |      |

## Liste der Objekte
| Bezeichnung          | Beschreibung | Standort                     | Kennzeichnung | Schutzstatus | Datum | Bild |
| -------------------- | --- | ---------------------------- | ------------- | ------------ | ----- | ---- |
| Chorgestühl          | Holz, 17. Jahrhundert                                                                                              | in der Kirche St-Avit (Lage) | PM55000019    | Classé       | 1905  |      |
| Zwei Reliquienbüsten | Holz, farbig gefasst und vergoldet, 18. Jahrhundert; im Centre départemental d’art sacré in Saint-Mihiel deponiert | in der Kirche St-Avit (Lage) | PM55001477    | Inscrit      | 1995  |      |
| Hauptaltar           | Altartisch, Tabernakel, Retabel und Kruzifix; Holz, farbig gefasst und vergoldet, 18. Jahrhundert                  | in der Kirche St-Avit (Lage) | PM55000020    | Classé       | 1982  |      |